# Sven-Gunnar Larsson
Sven-Gunnar Larsson (10. května 1940) je bývalý švédský fotbalista, brankář.
Larsson hrál většinu kariéry za klub Örebro SK, kde v letech 1962-1975 odehrál 273 ligových zápasů.
Za švédskou reprezentaci odehrál v letech 1965-1974 27 utkání. Hrál na Mistrovství světa ve fotbale 1970 a na Mistrovství světa ve fotbale 1974 byl 2. brankářem.
V listopadu 1965 podepsal amatérskou smlouvu se Stoke City v anglické první divizi, ale tento krok byl vetován FA a Larsson si zahrál pouze jednou, v přátelském zápase proti Dynamu Moskva.